# Кривой Торец
Кривой Торец (укр. Кривий Торець) — река, правый приток реки Казённый Торец, бассейн Северского Донца.

## История
Река протекает по Донецкой области. Годовой сток — 69,5 млн м³. Длина — 88 километров. Площадь бассейна — 1590 км².
Течение Кривого Торца очень сильное. В отдельных местах есть каменистые перекаты.
Возле реки расположены города: Торецк (правый берег), Дружковка (у слияния рек Кривой Торец и Казённый Торец, имеется автодорожный мост через реку Кривой Торец), Макеевка, Горловка, Константиновка, Ясиноватая (в верховьях рек Кальмиус и Кривой Торец).
Возле Горловки в Кривой Торец впадают речка Железная (длина 16 км), Балка Железная (длина 18 км, ширина до 5 м), Балка Батманка (длина 9,6) и Балка Скелевая.
Возле ландшафтного парка Клебан-Бык в Кривой Торец впадают реки Клебан-Бык и Бычок. В устье реки Бычок расположено Клебан-Быкское водохранилище.
На склоне долины Кривого Торца находятся Дружковские окаменевшие деревья — памятник природы общегосударственного значения.

## Экология
Вода в реке сильно загрязнена. В районе Константиновки содержание железа превышает норму больше, чем в три раза (по данным на 2005 год), содержание сульфатов превышает норму в полтора раза (по данным на 2005 год). В воде содержатся фенолы и соли тяжёлых металлов. Рядом с Константиновкой расположен полигон промышленных отходов с которого во время дождей и таяния снегов в реку попадают отходы. В месте впадения повышенное содержание железа, никеля и цинка. Там же у полигона есть могильник радиоактивных веществ.
Горловка сбрасывает в реку шахтные воды (по данным на 2000 год было сброшено: 11,3 млн м³ шахтной воды, 205,3 тонны взвешенных веществ, 0,4 тонны нефтепродуктов, 28,8 тыс. тонн сухого остатка).
В 1985 году проводились мероприятия по прекращению сброса неочищенных сточных вод в реку Кривой Торец.
В 1987—1989 годах была произведена очистка русла реки и построены гидроотвалы для устранения илистых и наносных пород.